# Karl Straube
Pour les articles homonymes, voir Straube.
Karl Straube né le 6 janvier 1873 à Berlin, mort le 27 avril 1950 à Leipzig est un organiste et chef de chœur allemand et le 11e Thomaskantor après Jean-Sébastien Bach.

## Biographie
Fils de Johann Straube, facteur d'orgue et organiste à la Heilige-Kreuz-Kirche, il fait des études musicales avec Otto Daniel. Il est nommé en 1895 organiste assistant à la Kaiser-Wilhelm-Gedächtniskirche (Berlin) puis officie à la cathédrale de Wesel en 1897. En 1902, il joue à l'église Saint-Thomas de Leipzig, dirige ensuite la Bach-Verein et devient l'organiste du Gewandhaus de Leipzig. Il est nommé professeur d'orgue au Conservatoire de Leipzig, devient cantor en 1918 à Saint-Thomas, poste qu'il gardera jusqu'en 1939. Il fonde en 1919 le Kirchenmusikalische institut der Evangelisch-Lutherischen landerkirche Sachsen. De 1931 à 1937, il dirige les cantates de Bach chaque dimanche avec l'Orchestre du Gewandhaus de Leipzig. Max Reger avec lequel il s'était lié d'amitié lui dédie sa fantaisie sur " Wachet auf, ruft uns die stimme " (1900).

## Source
- Alain Pâris, Dictionnaire des interprètes, Bouquins/Laffont 1989, p.813
- Karl Straube,  Briefe eines Thomaskantors [Texte imprimé] / Karl Straube ; herausgegeben von Wilibald Gurlitt und Hans-Olaf Hudemann, Stuttgart 1952.